# Gymnothorax prolatus
Gymnothorax prolatus és una espècie de peix de la família dels murènids i de l'ordre dels anguil·liformes.

## Morfologia
Els mascles poden assolir els 37,1 cm de longitud total.

## Distribució geogràfica
Es troba al nord de Taiwan.